# Barra de Guabiraba
Barra de Guabiraba là một đô thị thuộc bang Pernambuco, Brasil. Đô thị này có diện tích 118,14 km², dân số năm 2007 là 13900 người, mật độ 117,66 người/km².